# Cryptophion manueli
Cryptophion manueli là một loài tò vò trong họ Ichneumonidae.